# Dorothy Hart
Dorothy J. Hart (Cleveland, Ohio, 4 de abril de 1922 - Asheville, Carolina del Norte, 11 de julio de 2004) fue una actriz de cine y televisión y modelo estadounidense.

## Carrera
Nacida en Cleveland, Ohio, que se inició como modelo siendo adolescente. A pesar de ser considerada una de las mejores actrices de la época, frecuentemente se la solicitaba en películas de clase B. Con gran atractivo, ojos verdes y cabello castaño rojizo fue "partenaire" de muchos galánes del momento como Barry Fitzgerald, Howard Duff, Frank Lovejoy, George Raft e inclusive el exactor y presidente estadounidense Ronald Reagan
Después de ganar un poco de experiencia en el Cleveland Play House volcó su carrera al canto. Firmó contrato con Columbia Pictures en 1946, ya que Hart había ahorrado suficiente dinero para ir a Nueva York, cuando se enteró de que estaba en la lista de finalistas Cover Girl.  Luego de ser reina en una fiesta de bienvenida al Flora Stone Mather College de la Universidad Western Reserve y miembro de Kappa Alpha Theta, un amigo periodista presentó su foto en el concurso que hizo Columbia Pictures, y el estudio pagó dicho viaje.
Entes de comenzar su carrera como actriz trabajó en el consultorio de un cirujano maxilofacial para ganarse la vida y en el transcurso de los dos años siguientes consiguió un trabajo como modelo y aterrizó en las portadas de Cosmopolitan, McCall's y Esquire. 
Dorothy Hart fue popularmente conocida por sus papeles de reparto tanto en cine como en la televisión norteamericana. En ese sentido es especialmente conocido su rol de novia de Howard Duff en la cinta de 1948, Naked City.
En octubre de 1946 mientras filmaba western technicolor para Columbia Pictures dirigido George Waggner debió internarse en su casa debido a que fue diagnosticada con Influenza.
Su primer gran película llegó después de haber ganado el Concurso Nacional de Cinderella Cover Girl en 1944, titulado Gunfighters en 1947, protagonizada junto a Randolph Scott y Bárbara Britton. El film se rodó en el Desierto Pintado. Después de Columbia firmó un subcontrato con Universal y Warner Bros..
La columnista Hedda Hopper hizo pública en junio de 1947 una demanda que le hacía la actriz y cofundadora de la Academy of Motion Picture Arts and Sciences, Mary Pickford, a Hart por una suma de 79.000 dólares, por negarse a aceptar un papel en la película There Goes Lona Henry. Pickford declaró en una entrevista que ella confió en tener a una chica desconocida y convertirla en una gran estrella, pero Hart se negó a dicho papel.
Cuando vivía en Nueva York, fue nombrada por Eleanor Roosevelt para la Asociación Nacional del Comité de Conferenciantes de Naciones Unidas y en 1959 fue observadora por EE. UU. en la reunión de la Asociación de la Federación Mundial de Naciones Unidas en Ginebra. 
Además de actuar en por lo menos 15 películas, y decenas de programas televisivos como artista invitada, Hart apareció también en las tapas de revistas de ámbito nacional. Posteriormente abandonó su carrera cinematográfica alegando que las producciones de Hollywood le parecían muy superficiales. En una entrevista supo decir: 

"Mientras sienta que estoy aprendiendo y progresando, estupendo; pero si alguna vez me doy cuenta de que nunca seré realmente una buena actriz, dejaré el negocio y probaré con otra cosa. Hay demasiadas cosas maravillosas que hacer con la vida de uno."

## Vida privada
Hart estuvo casada desde 1954 hasta 1965 con Frederick Pittera, un antiguo piloto militar instructor de avión bombardero y piloto de pruebas . En 1958 Pittera recibió el Certificado de Reconocimiento ´por las Fuerzas Aéreas de los Estados Unidos, el premio más importante otorgado a un civil por su labor en pro de reserva de la Fuerza Aérea estadounidense entre 1950 y 1955. Pittera también se desempeñó como productor internacional de comercio y ferias públicas de Nueva York. [ 9] Hart fue sobrevivido por su hijo, Douglas Hart Pittera, un oficial de finanzas de la Unión de Bancos Suizos. Cheryll Douglas y su esposa tienen tres hijos, Nicole, Richard y David. Viven en el condado de Fairfield, Connecticut. Fruto del matrimonio nació su único hijo varón Douglas Hart Pittera, un oficial de finanzas de la Unión de Bancos Suizos.

## Fallecimiento
La actriz Dorothy Hart murió el 11 de julio de 2004 en una residencia para ancianos en Asheville, Carolina del Norte, víctima del Mal de Alzheimer, enfermedad que padecía por varios años. Tenía 82 años de edad. 

## Filmografía

### Películas
| Año  | Título                            | Personaje              | Notas         |
| ---- | --------------------------------- | ---------------------- | ------------- |
| 1947 | Gunfighters                       | Jane Banner            |               |
| 1947 | Down to Earth                     | The New Terpsichore    |               |
| 1947 | The Exile                         | Lady in Waiting        | No acreditado |
| 1948 | The Naked City                    | Ruth Morrison          |               |
| 1948 | Larceny                           | Madeline               |               |
| 1948 | The Countess of Monte Cristo      | Peg Manning            |               |
| 1949 | Take One False Step               | Helen Gentling         |               |
| 1949 | Calamity Jane y Sam Bass          | Katherine 'Kathy' Egan |               |
| 1949 | The Story of Molly X              | Anne                   |               |
| 1949 | Undertow                          | Sally Lee              |               |
| 1950 | Outside the Wall                  | Ann Taylor             |               |
| 1951 | Raton Pass                        | Lena Casamajor         |               |
| 1951 | I Was a Communist for the FBI     | Eve Merrick            |               |
| 1951 | Inside the Walls of Folsom Prison | Jane Pardue            | No acreditado |
| 1952 | Tarzan's Savage Fury              | Jane                   |               |
| 1952 | Loan Shark                        | Ann Nelson             |               |

- 1947: La conquista de un reino
- 1947: La diosa de la danza
- 1947: Pistoleros[4]

## Televisión
| Año  | Título                      | Personaje | Notas |
| ---- | --------------------------- | --------- | ----- |
| 1953 | Robert Montgomery Presents  |           |       |
| 1953 | Suspense                    |           |       |
| 1953 | Broadway Television Theatre |           |       |
| 1953 | Armstrong Circle Theatre    |           |       |
| 1953 | Medallion Theatre           |           |       |
| 1953 | Danger                      |           |       |
| 1953 | Man Against Crime           |           |       |
| 1954 | Four Star Playhouse         |           |       |
| 1954 | The Mask                    |           |       |
| 1954 | I Spy                       |           |       |